# Comuna Zaricine, Jîdaciv
Zaricine (în ucraineană Зарічне) este o comună în raionul Jîdaciv, regiunea Liov, Ucraina, formată din satele Demivka, Korcivka, Lîskiv, Romanivka și Zaricine (reședința).

## Demografie
Componența lingvistică a comunei Zaricine
     Ucraineană (99,83%)
     Alte limbi (0,17%)
Conform recensământului din 2001, majoritatea populației comunei Zaricine era vorbitoare de ucraineană (99,83%), existând în minoritate și vorbitori de alte limbi.